# Sproing-prisen
SPROING-prisen er en norsk pris som uddeles med det formål at fremme litterær kvalitet, bredde og øget interesse for tegneserier udgivet i Norge. Udmærkelsen uddeles i kategorierne "Bedste norske tegneserie", "Bedste udenlandske tegneserie" (bedste oversættelse) og "Bedste debut" (fra 2003). Prisen blev etableret i 1987.
Det er årsmøde i Norsk tegneserieforum (NTF) som udpeger en jury, som udvælger maksimalt fem nominerede serier i hver kategori (dog kun tre nominerede i bedste debutserie). Derefter stemmes der om kandidaterne i en åben afstemning som vægter 50 %. Stemmerne til en elektorforsamling bestående af Landsmødet i NTF og 25 repræsentanter fra tegneseriebranchen i Norge vægter de sidste 50 %.
Prisen er ment til at være en officiel markering på vegne af seriemiljøet til serieskabere for det talent og arbejde de har lagt i mediet. Prisen bliver uddelt ved et arrangement hvert år i Serieteket ved Deichmanske bibliotek Grünerløkka. 

## Bedste norske tegneserie
- 1987 – Drama i Bayern af Tor Bomann-Larsen.
- 1988 – Troll: Sølvskatten af Arild Midthun og Terje Nordberg, og En fettsugers bekjennelser af Christopher Nielsen.
- 1989 – UR i Rummpfftillfftooo? nr. 3 af Christopher Nielsen.
- 1990 – Solruns saga: Nattlys af Bjørn Ousland og Eirik Ildahl.
- 1991 – Kristina av Tunsberg af Morten Myklebust og Kåre Holt.
- 1992 – Ridderne av Dor 1: Hjertets knekt af InkaLill.
- 1993 – Jonas Fjeld: De knyttede never af Steffen Kverneland.
- 1994 – Kongens Mann af Siri Dokken og Baard Enoksen.
- 1995 – Lomma full av regn af Jason.
- 1996 – Ridderne av Dor 4: Lovens Bokstav af InkaLill.
- 1997 – Tore Hund» i Forresten nr. 4 af Tore Strand Olsen.
- 1998 – Pondus: Alt for Norge af Frode Øverli.
- 1999 – Angsten eter sjelen» i Våre venner menneskene/Forresten nr. 2 af Karine Haaland.
- 2000 – Mjau Mjau 10: Si meg en ting af Jason.
- 2001 – Serie uten tittel i Forresten nr. 11 af Odd Henning Skyllingstad.
- 2002 – Downs Duck» i bl.a. Forresten af Ronny Haugeland.
- 2003 – Pondus julespesial af Frode Øverli.
- 2004 – Olaf G. af Lars Fiske og Steffen Kverneland.
- 2005 – Uflaks af Christopher Nielsen.
- 2006 – Seks sultne menn af Bendik von Kaltenborn.
- 2007 – Nebelgrad Blues 3 af Sigbjørn Lilleeng
- 2008 – Soft City af Hariton Pushwagner
- 2009 – Serier som vil deg vel af Bendik Kaltenborn
- 2010 – Hrmf! af Sindre W. Goksøyr
- 2011 – Lunch - 2011 årgangen af Børge Lund
- 2012 - Drabant af Øyvind Holen og Mikael Noguchi
- 2013 - Donald Norske historier Julehefte – Kampen om Jula af Arild Midthun, Tormod Løkling og Knut Nærum.
- 2014 - Krüger & Krogh 1: Brennpunkt Oslo af Bjarte Agdestein, Endre Skandfer og Ronald Kabíček
- 2015 – Automobilfabrikken Fiske af Lars Fiske
- 2016 – Smørbukk: Jula 2016 af Håkon Aasnes

## Bedste udenlandske tegneserie
- 1987 – Anders And: I det gamle Persien af af Carl Barks.
- 1988 – Tommy & Tigern #1 af Bill Watterson.
- 1989 – Det glade vanvidd af Brian Bolland og Alan Moore.
- 1990 – Skumringens venner af François Bourgeon.
- 1991 – Anders And: Tilbage til Xanadu af Don Rosa.
- 1992 – Valhalla: Frejas smykke af Peter Madsen med flere.
- 1993 – Maus af Art Spiegelman.
- 1994 – Blå Italienske Greier i Fidus af Daniel Clowes.
- 1995 – Madame Qs forbannelse i Larsons gale verden af Gary Larson.
- 1996 – Sandman: Lyden af vingeslag af Neil Gaiman m.fl.
- 1997 – "Marco Polos skat" i Donald Duck & Co af Carl Barks.
- 1998 – Bone: Flukten fra Boneville af Jeff Smith.
- 1999 – En side i Larsons gale verden af Quino.
- 2000 – Bone: Det store kuveddeløpet af Jeff Smith, og Blueberry: Geronimo af Jean Giraud.
- 2001 – Rocky-sekvenser i Pondus af Martin Kellerman.
- 2002 – Ghost World af Daniel Clowes.
- 2003 – Menneskesønnen af Peter Madsen
- 2004 – The League of Extraordinary Gentlemen, del 2 af Alan Moore og Kevin O'Neill
- 2005 – Persepolis af Marjane Satrapi
- 2006 – Rabbinerens katt af Joann Sfar.
- 2007 – Epilepsi af David B.
- 2008 – From Hell af Alan Moore, Eddie Campbell og Jon Sveinbjørn Jonsson
- 2009 – Monsieur Jean af Philippe Dupuy og Charles Berberian
- 2010 – Jimmy Corrigan, den smarteste gutten i verden af Chris Ware
- 2011 – Beasts of Burden af Evan Dorkin og Jill Thompson
- 2012 - Skyttergravskrigen af Jacques Tardi
- 2013 - Opptegnelser fra Jerusalem af Guy Delisle
- 2014 – Min fars dagbok af Jiro Taniguchi
- 2015 - Fremtidens araber del 1 af Riad Sattouf
- 2016 – Amuletten af Kazu Kibuishi

## Bedste debutserie
- 2003 – Siri Pettersen for blandt andet Anti-klimaks
- 2004 – Bjørn Sortland og Øyvind Torseter for On the road again, again
- 2005 – Astrid Hansen for serier uten tittel i bladet Nemi
- 2006 – Lene Ask for Hitler, Jesus og Farfar
- 2007 – Gunnar Wærness for Bli verden
- 2008 – Esben S. Titland for Båter mot Bølgene
- 2009 – Andrew Page for Kunsten å knyte en knute
- 2010 – Ingen debut-pris
- 2011 – Børge Lund for Lunch
- 2012 – Ingen debut-pris
- 2013 – Ingen debut-pris